# Rafael Montero
Rafael Montero (ur. 17 października 1990 w San Cristóbal) – dominikański baseballista występujący na pozycji miotacza w organizacji Texas Rangers.

## Przebieg kariery
W styczniu 2011 podpisał kontrakt jako wolny agent z New York Mets i początkowo występował w klubach farmerskich tego zespołu, między innymi w Las Vegas 51s, reprezentującym poziom Triple-A. W Major League Baseball zadebiutował 14 maja 2014 w meczu przeciwko New York Yankees na Citi Field, w którym zanotował porażkę. Pierwszą wygraną zaliczył 10 września 2014 w spotkaniu z Colorado Rockies.
W grudniu 2018 podpisał niegwarantowany kontrakt z Texas Rangers.